# Люцинув (Вишковський повіт)
Люцинув (пол. Lucynów) — село в Польщі, у гміні Вишкув Вишковського повіту Мазовецького воєводства.
Населення — 893 особи (2011).
У 1975-1998 роках село належало до Остроленцького воєводства.

## Демографія
Демографічна структура станом на 31 березня 2011 року:
|          | Загалом | Допрацездатний вік | Працездатний вік | Постпрацездатний вік |
| -------- | ------- | ------------------ | ---------------- | -------------------- |
| Чоловіки | 452     | 129                | 287              | 36                   |
| Жінки    | 441     | 102                | 277              | 62                   |
| Разом    | 893     | 231                | 564              | 98                   |